# BNP Paribas Open
El Masters d'Indian Wells, oficialment conegut com a BNP Paribas Open, és un torneig de tennis professional que es disputa anualment sobre pista dura al complex Indian Wells Tennis Garden d'Indian Wells, Califòrnia, Estats Units. Pertany als Premier Tournaments del circuit WTA femení i a les sèries Masters 1000 del circuit ATP masculí, el primer torneig d'aquesta categoria que es disputa durant la temporada.

## Història
Originalment, el torneig en categoria femenina es disputava una setmana abans de la masculina, però des de 1996, la competició d'ambdues categories, així com dels dobles, es realitza en paral·lel. El torneig ha tingut diversos noms durant la seva història, en categoria masculina, American Airlines Tennis Games, Congoleum Classic, Grand Marnier/ATP Tennis Games, Pilot Pen Classic, Newsweek Champions Cup, Tennis Masters Series Indian Wells i Pacific Life Open. En categoria femenina, Virginia Slims of Indian Wells, Virginia Slims of Palm Springs, Matrix Essentials Evert Cup, Evert Cup, State Farm Evert Cup, Tennis Masters Series i Pacific Life Open. El nom Evert Cup apareix en honor de la tennista Chris Evert. La primera edició es va disputar a Tucson, i durant la seva història s'ha disputat també a Palm Springs, Rancho Mirage, La Quinta i, finalment a Indian Wells des de 1987.
El complex Indian Wells Tennis Garden està situat a Indian Wells, petita localitat de la vall de Coachella Valley, a 115 milles a l'est de Los Angeles. El complex es va construir l'any 2000 i està format per 20 pistes exteriors incloent la pista central de 16.100 espectadors, la segona pista més gran del món. Des de 2011, es va convertir en el primer torneig tennístic en incorporar la tecnologia Ull de Falcó a totes les pistes del recinte.

## Palmarès

### Individual masculí

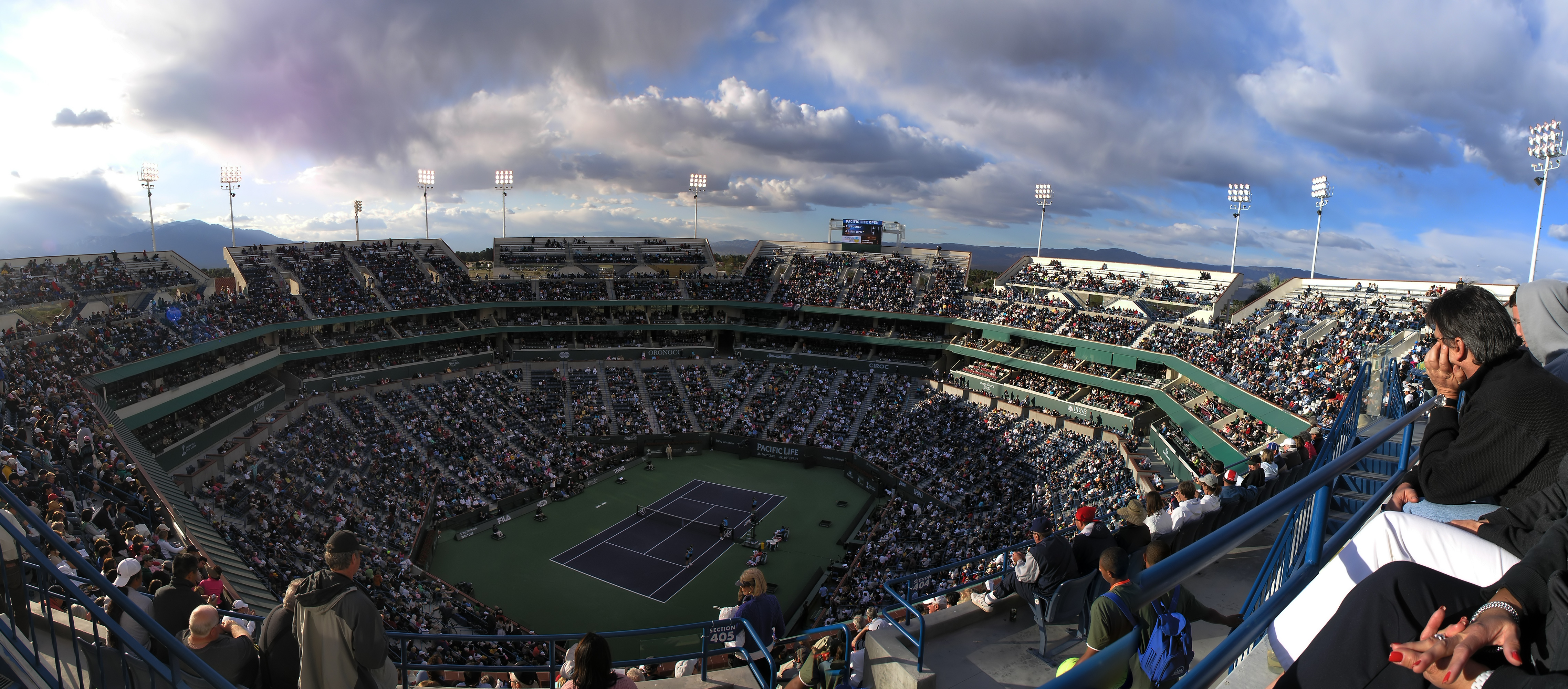
Vista de la Stadium One, pista central del recinte.

| Localitat     | Any  | Campió                                            | Finalista                                         | Resultat                                          |
| ------------- | ---- | ------------------------------------------------- | ------------------------------------------------- | ------------------------------------------------- |
| Indian Wells  | 2025 | Jack Draper                                       | Holger Rune                                       | 6−2, 6−2                                          |
| Indian Wells  | 2024 | Carlos Alcaraz (2)                                | Daniïl Medvédev                                   | 7−6(5), 6−1                                       |
| Indian Wells  | 2023 | Carlos Alcaraz                                    | Daniïl Medvédev                                   | 6−3, 6−2                                          |
| Indian Wells  | 2022 | Taylor Fritz                                      | Rafael Nadal                                      | 6−3, 7−6(5)                                       |
| Indian Wells  | 2021 | Cameron Norrie                                    | Níkoloz Bassilaixvili                             | 3−6, 6−4, 6−1                                     |
| Indian Wells  | 2020 | Torneig suspès a causa de la pandèmia de COVID-19 | Torneig suspès a causa de la pandèmia de COVID-19 | Torneig suspès a causa de la pandèmia de COVID-19 |
| Indian Wells  | 2019 | Dominic Thiem                                     | Roger Federer                                     | 3−6, 6−3, 7−5                                     |
| Indian Wells  | 2018 | Juan Martín del Potro                             | Roger Federer                                     | 6−4, 6−7(8), 7−6(2)                               |
| Indian Wells  | 2017 | Roger Federer (5)                                 | Stan Wawrinka                                     | 6−4, 7−5                                          |
| Indian Wells  | 2016 | Novak Đoković (5)                                 | Milos Raonic                                      | 6−2, 6−0                                          |
| Indian Wells  | 2015 | Novak Đoković                                     | Roger Federer                                     | 6−3, 6−7(5), 6−2                                  |
| Indian Wells  | 2014 | Novak Đoković                                     | Roger Federer                                     | 3−6, 6−3, 7−6(3)                                  |
| Indian Wells  | 2013 | Rafael Nadal (3)                                  | Juan Martín del Potro                             | 4–6, 6–3, 6–4                                     |
| Indian Wells  | 2012 | Roger Federer                                     | John Isner                                        | 7−6(7), 6−3                                       |
| Indian Wells  | 2011 | Novak Đoković                                     | Rafael Nadal                                      | 4−6, 6−3, 6−2                                     |
| Indian Wells  | 2010 | Ivan Ljubičić                                     | Andy Roddick                                      | 7−6(3), 7−6(5)                                    |
| Indian Wells  | 2009 | Rafael Nadal                                      | Andy Murray                                       | 6−1, 6−2                                          |
| Indian Wells  | 2008 | Novak Đoković                                     | Mardy Fish                                        | 6−2, 5−7, 6−3                                     |
| Indian Wells  | 2007 | Rafael Nadal                                      | Novak Đoković                                     | 6−2, 7−5                                          |
| Indian Wells  | 2006 | Roger Federer                                     | James Blake                                       | 7−5, 6−3, 6−0                                     |
| Indian Wells  | 2005 | Roger Federer                                     | Lleyton Hewitt                                    | 6−2, 6−4, 6−4                                     |
| Indian Wells  | 2004 | Roger Federer                                     | Tim Henman                                        | 6−3, 6−3                                          |
| Indian Wells  | 2003 | Lleyton Hewitt (2)                                | Gustavo Kuerten                                   | 6−1, 6−1                                          |
| Indian Wells  | 2002 | Lleyton Hewitt                                    | Tim Henman                                        | 6−1, 6−2                                          |
| Indian Wells  | 2001 | Andre Agassi                                      | Pete Sampras                                      | 7−6, 7−5, 6−1                                     |
| Indian Wells  | 2000 | Àlex Corretja                                     | Thomas Enqvist                                    | 6−4, 6−4, 6−3                                     |
| Indian Wells  | 1999 | Mark Philippoussis                                | Carles Moyà                                       | 5−7, 6−4, 6−4, 4−6, 6−2                           |
| Indian Wells  | 1998 | Marcelo Ríos                                      | Greg Rusedski                                     | 6−3, 6−7, 7−6, 6−4                                |
| Indian Wells  | 1997 | Michael Chang (3)                                 | Bohdan Ulihrach                                   | 4−6, 6−3, 6−4, 6−3                                |
| Indian Wells  | 1996 | Michael Chang                                     | Paul Haarhuis                                     | 7−5, 6−1, 6−1                                     |
| Indian Wells  | 1995 | Pete Sampras (2)                                  | Andre Agassi                                      | 7−5, 6−3, 7−5                                     |
| Indian Wells  | 1994 | Pete Sampras                                      | Petr Korda                                        | 4−6, 6−3, 3−6, 6−3, 6−2                           |
| Indian Wells  | 1993 | Jim Courier (2)                                   | Wayne Ferreira                                    | 6−3, 6−3, 6−1                                     |
| Indian Wells  | 1992 | Michael Chang                                     | Andrei Chesnokov                                  | 6−3, 6−4, 7−5                                     |
| Indian Wells  | 1991 | Jim Courier                                       | Guy Forget                                        | 4−6, 6−3, 4−6, 6−3, 7−6                           |
| Indian Wells  | 1990 | Stefan Edberg                                     | Andre Agassi                                      | 6−4, 5−7, 7−6, 7−6                                |
| Indian Wells  | 1989 | Miloslav Mečíř                                    | Yannick Noah                                      | 3−6, 2−6, 6−1, 6−2, 6−3                           |
| Indian Wells  | 1988 | Boris Becker (2)                                  | Emilio Sánchez                                    | 7−5, 6−4, 2−6, 6−4                                |
| Indian Wells  | 1987 | Boris Becker                                      | Stefan Edberg                                     | 6−4, 6−4, 7−5                                     |
| La Quinta     | 1986 | Joakim Nyström                                    | Yannick Noah                                      | 6−1, 6−3, 6−2                                     |
| La Quinta     | 1985 | Larry Stefanki                                    | David Pate                                        | 6−1, 6−4, 3−6, 6−3                                |
| La Quinta     | 1984 | Jimmy Connors (3)                                 | Yannick Noah                                      | 6−2, 6−7, 6−3                                     |
| La Quinta     | 1983 | José Higueras                                     | Eliot Teltscher                                   | 6−4, 6−2                                          |
| La Quinta     | 1982 | Yannick Noah                                      | Ivan Lendl                                        | 6−4, 2−6, 7−5                                     |
| La Quinta     | 1981 | Jimmy Connors                                     | Ivan Lendl                                        | 6−3, 7−6                                          |
| Rancho Mirage | 1980 | Final cancel·lada per la pluja                    | Final cancel·lada per la pluja                    | Final cancel·lada per la pluja                    |
| Rancho Mirage | 1979 | Roscoe Tanner (2)                                 | Brian Gottfried                                   | 6−4, 6−2                                          |
| Palm Springs  | 1978 | Roscoe Tanner                                     | Raul Ramirez                                      | 6−1, 7−6                                          |
| Palm Springs  | 1977 | Brian Gottfried                                   | Guillermo Vilas                                   | 2−6, 6−1, 6−3                                     |
| Palm Springs  | 1976 | Jimmy Connors                                     | Roscoe Tanner                                     | 6−4, 6−4                                          |
| Tucson        | 1975 | John Alexander                                    | Ilie Năstase                                      | 7−5, 6−2                                          |
| Tucson        | 1974 | John Newcombe                                     | Arthur Ashe                                       | 6−3, 7−6                                          |

### Individual femení
| Any                   | Campiona                                          | Finalista                                         | Resultat                                          |
| --------------------- | ------------------------------------------------- | ------------------------------------------------- | ------------------------------------------------- |
| WTA 1000              |                                                   |                                                   |                                                   |
| 2025                  | Mirra Andreeva                                    | Arina Sabalenka                                   | 2−6, 6−4, 6−3                                     |
| 2024                  | Iga Świątek (2)                                   | Maria Sakkari                                     | 6−4, 6−0                                          |
| 2023                  | Ielena Ribàkina                                   | Arina Sabalenka                                   | 7−6(11), 6−4                                      |
| 2022                  | Iga Świątek                                       | Maria Sakkari                                     | 6−4, 6−1                                          |
| 2021                  | Paula Badosa                                      | Viktória Azàrenka                                 | 7−6(5), 2−6, 7−6(2)                               |
| WTA Premier Mandatory |                                                   |                                                   |                                                   |
| 2020                  | Torneig suspès a causa de la pandèmia de COVID-19 | Torneig suspès a causa de la pandèmia de COVID-19 | Torneig suspès a causa de la pandèmia de COVID-19 |
| 2019                  | Bianca Andreescu                                  | Angelique Kerber                                  | 6−4, 3−6, 6−4                                     |
| 2018                  | Naomi Osaka                                       | Dària Kassàtkina                                  | 6−3, 6−2                                          |
| 2017                  | Ielena Vesninà                                    | Svetlana Kuznetsova                               | 6−7(6), 7−5, 6−4                                  |
| 2016                  | Viktória Azàrenka (2)                             | Serena Williams                                   | 4−6, 4−6                                          |
| 2015                  | Simona Halep                                      | Jelena Janković                                   | 2−6, 7−5, 6−4                                     |
| 2014                  | Flavia Pennetta                                   | Agnieszka Radwańska                               | 6−2, 6−1                                          |
| 2013                  | Maria Xaràpova (2)                                | Caroline Wozniacki                                | 6−2, 6−2                                          |
| 2012                  | Viktória Azàrenka                                 | Maria Xaràpova                                    | 6−2, 6−3                                          |
| 2011                  | Caroline Wozniacki                                | Marion Bartoli                                    | 6−1, 2−6, 6−3                                     |
| 2010                  | Jelena Janković                                   | Caroline Wozniacki                                | 6−2, 6−4                                          |
| 2009                  | Vera Zvonariova                                   | Ana Ivanović                                      | 7−6(5), 6−2                                       |
| WTA Tier I            |                                                   |                                                   |                                                   |
| 2008                  | Ana Ivanović                                      | Svetlana Kuznetsova                               | 6−4, 6−3                                          |
| 2007                  | Daniela Hantuchová (2)                            | Svetlana Kuznetsova                               | 6−3, 6−4                                          |
| 2006                  | Maria Xaràpova                                    | Ielena Dementieva                                 | 6−1, 6−2                                          |
| 2005                  | Kim Clijsters (2)                                 | Lindsay Davenport                                 | 6−4, 4−6, 6−2                                     |
| 2004                  | Justine Henin                                     | Lindsay Davenport                                 | 6−1, 6−4                                          |
| 2003                  | Kim Clijsters                                     | Lindsay Davenport                                 | 6−4, 7−5                                          |
| 2002                  | Daniela Hantuchová                                | Martina Hingis                                    | 6−3, 6−4                                          |
| 2001                  | Serena Williams (2)                               | Kim Clijsters                                     | 4−6, 6−4, 6−2                                     |
| 2000                  | Lindsay Davenport (2)                             | Martina Hingis                                    | 4−6, 6−4, 6−0                                     |
| 1999                  | Serena Williams                                   | Steffi Graf                                       | 6−3, 3−6, 7−5                                     |
| 1998                  | Martina Hingis                                    | Lindsay Davenport                                 | 6−3, 6−4                                          |
| 1997                  | Lindsay Davenport                                 | Irina Spirlea                                     | 6−2, 6−1                                          |
| WTA Tier II           |                                                   |                                                   |                                                   |
| 1996                  | Steffi Graf (2)                                   | Conchita Martínez                                 | 7−6, 7−6                                          |
| 1995                  | Mary Joe Fernández (2)                            | Nataixa Zvéreva                                   | 6−4, 6−3                                          |
| 1994                  | Steffi Graf                                       | Amanda Coetzer                                    | 6−0, 6−4                                          |
| 1993                  | Mary Joe Fernández                                | Amanda Coetzer                                    | 3−6, 6−1, 7−6                                     |
| 1992                  | Monica Seles                                      | Conchita Martínez                                 | 6−3, 6−1                                          |
| 1991                  | Martina Navrátilová (2)                           | Monica Seles                                      | 6−2, 7−6                                          |
| 1990                  | Martina Navrátilová                               | Helena Sukova                                     | 6−2, 5−7, 6−1                                     |
| WTA Tier III          |                                                   |                                                   |                                                   |
| 1989                  | Manuela Maleeva                                   | Jenny Byrne                                       | 6−4, 6−1                                          |

### Dobles masculins
| Any  | Campions                                          | Finalistes                                        | Resultat                                          |
| ---- | ------------------------------------------------- | ------------------------------------------------- | ------------------------------------------------- |
| 2025 | Marcelo Arévalo Mate Pavić                        | Sebastian Korda Jordan Thompson                   | 6−3, 6−4                                          |
| 2024 | Wesley Koolhof Nikola Mektić                      | Marcel Granollers Horacio Zeballos                | 7−6(2), 7−6(4)                                    |
| 2023 | Rohan Bopanna Matthew Ebden                       | Wesley Koolhof Neal Skupski                       | 6−3, 2−6, [10−8]                                  |
| 2022 | John Isner Jack Sock (2)                          | Santiago González Édouard Roger-Vasselin          | 7−6(4), 6−3                                       |
| 2021 | John Peers Filip Polášek                          | Aslan Karatsev Andrei Rubliov                     | 6−3, 7−6(5)                                       |
| 2020 | Torneig suspès a causa de la pandèmia de COVID-19 | Torneig suspès a causa de la pandèmia de COVID-19 | Torneig suspès a causa de la pandèmia de COVID-19 |
| 2019 | Nikola Mektić Horacio Zeballos                    | Łukasz Kubot Marcelo Melo                         | 4−6, 6−4, [10−3]                                  |
| 2018 | John Isner Jack Sock                              | Bob Bryan Mike Bryan                              | 7−6(4), 7−6(2)                                    |
| 2017 | Raven Klaasen Rajeev Ram                          | Łukasz Kubot Marcelo Melo                         | 6−7(1), 6−4, [10−8]                               |
| 2016 | Pierre-Hugues Herbert Nicolas Mahut               | Vasek Pospisil Jack Sock                          | 6−3, 7−6(5)                                       |
| 2015 | Vasek Pospisil Jack Sock                          | Simone Bolelli Fabio Fognini                      | 6−4, 6−7(3), [10−7]                               |
| 2014 | Bob Bryan Mike Bryan (2)                          | Alexander Peya Bruno Soares                       | 6−4, 6−3                                          |
| 2013 | Bob Bryan Mike Bryan                              | Treat Conrad Huey Jerzy Janowicz                  | 6−3, 3−6, [10−6]                                  |
| 2012 | Rafael Nadal Marc López (2)                       | John Isner Sam Querrey                            | 6−2, 7−6(3)                                       |
| 2011 | Aleksandr Dolhopòlov Xavier Malisse               | Roger Federer Stanislas Wawrinka                  | 6−3, 6−7(5), [10−7]                               |
| 2010 | Rafael Nadal Marc López                           | Daniel Nestor Nenad Zimonjić                      | 7−6(8), 6−3                                       |
| 2009 | Andy Roddick Mardy Fish                           | Max Mirnyi Andy Ram                               | 3−6, 6−1, 14−12                                   |
| 2008 | Jonathan Erlich Andy Ram                          | Daniel Nestor Nenad Zimonjić                      | 6−4, 6−4                                          |
| 2007 | Martin Damm Leander Paes                          | Jonathan Erlich Andy Ram                          | 6−4, 6−4                                          |
| 2006 | Mark Knowles Daniel Nestor (4)                    | Bob Bryan Mike Bryan                              | 6−4, 6−4                                          |
| 2005 | Mark Knowles Daniel Nestor                        | Wayne Arthurs Paul Hanley                         | 7−6(6), 7−6(2)                                    |
| 2004 | Arnaud Clément Sébastien Grosjean                 | Wayne Black Kevin Ullyett                         | 6−3, 4−6, 7−5                                     |
| 2003 | Wayne Ferreira Ievgueni Kàfelnikov                | Bob Bryan Mike Bryan                              | 6−1, 6−4                                          |
| 2002 | Mark Knowles Daniel Nestor                        | Roger Federer Max Mirnyi                          | 6−4, 6−4                                          |
| 2001 | Wayne Ferreira Ievgueni Kàfelnikov                | Jonas Björkman Todd Woodbridge                    | 6−2, 7−5                                          |
| 2000 | Alex O'Brien Jared Palmer                         | Paul Haarhuis Sandon Stolle                       | 6−4, 7−6(5)                                       |
| 1999 | Wayne Black Sandon Stolle                         | Ellis Ferreira Rick Leach                         | 6−3, 6−4                                          |
| 1998 | Jonas Björkman Patrick Rafter                     | Todd Martin Richey Reneberg                       | 6−0, 6−3                                          |
| 1997 | Mark Knowles Daniel Nestor                        | Mark Philippoussis Patrick Rafter                 | 7−5, 6−4                                          |
| 1996 | Todd Woodbridge Mark Woodforde                    | Brian MacPhie Michael Tebbutt                     | 6−3, 6−4                                          |
| 1995 | Tommy Ho Brett Steven                             | Gary Muller Piet Norval                           | 7−6, 6−7, 6−4                                     |
| 1994 | Grant Connell Patrick Galbraith                   | Byron Black Jonathan Stark                        | 3−6, 6−1, 7−6                                     |
| 1993 | Guy Forget Henri Leconte                          | Luke Jensen Scott Melville                        | 4−6, 6−2, 7−6                                     |
| 1992 | Steve DeVries David Macpherson                    | Kent Kinnear Sven Salumaa                         | 6−3, 2−6, 6−4                                     |
| 1991 | Jim Courier Javier Sánchez                        | Guy Forget Henri Leconte                          | 7−6, 6−1                                          |
| 1990 | Boris Becker Guy Forget (2)                       | Jim Grabb Patrick McEnroe                         | 6−4, 6−3                                          |
| 1989 | Boris Becker Jakob Hlasek                         | Kevin Curren David Pate                           | 3−6, 6−3, 6−4                                     |
| 1988 | Boris Becker Guy Forget                           | Jorge Lozano Todd Witsken                         | 6−3, 6−3                                          |
| 1987 | Guy Forget Yannick Noah                           | Boris Becker Eric Jelen                           | 5−7, 7−6, 7−5                                     |
| 1986 | Peter Fleming Guy Forget                          | Yannick Noah Sherwood Stewart                     | 7−6, 6−2                                          |
| 1985 | Heinz Günthardt Balázs Taróczy                    | Ken Flach Robert Seguso                           | 7−6, 7−5                                          |
| 1984 | Bernard Mitton Butch Walts                        | Scott Davis Ferdi Taygan                          | 4−6, 6−4, 7−6                                     |
| 1983 | Brian Gottfried Raúl Ramírez (2)                  | Tian Viljoen Danie Visser                         | 6−3, 6−3                                          |
| 1982 | Brian Gottfried Raúl Ramírez                      | John Lloyd Dick Stockton                          | 6−4, 3−6, 6−2                                     |
| 1981 | Bruce Manson Brian Teacher                        | Terry Moor Eliot Teltscher                        | 7−6, 6−2                                          |
| 1980 | Final cancel·lada per la pluja                    | Final cancel·lada per la pluja                    | Final cancel·lada per la pluja                    |
| 1979 | Gene Mayer Sandy Mayer                            | Cliff Drysdale Bruce Manson                       | 6−4, 7−6                                          |
| 1978 | Raymond Moore Roscoe Tanner                       | Bob Hewitt Frew McMillan                          | 6−4, 6−4                                          |
| 1977 | Bob Hewitt Frew McMillan                          | Marty Riessen Roscoe Tanner                       | 7−6, 7−6                                          |
| 1976 | Colin Dibley Sandy Mayer                          | Raymond Moore Erik Van Dillen                     | 6−3, 7−5                                          |

### Dobles femenins
| Any                   | Campiones                                         | Finalistes                                        | Resultat                                          |
| --------------------- | ------------------------------------------------- | ------------------------------------------------- | ------------------------------------------------- |
| WTA 1000              |                                                   |                                                   |                                                   |
| 2025                  | Asia Muhammad Demi Schuurs                        | Tereza Mihalíková Olivia Nicholls                 | 6−2, 7−6(4)                                       |
| 2024                  | Hsieh Su-wei Elise Mertens (2)                    | Storm Hunter Kateřina Siniaková                   | 6−3, 6−4                                          |
| 2023                  | Barbora Krejčíková Kateřina Siniaková             | Beatriz Haddad Maia Laura Siegemund               | 6−1, 6−7(3), [10−7]                               |
| 2022                  | Xu Yifan Yang Zhaoxuan                            | Asia Muhammad Ena Shibahara                       | 7−5, 7−6(4)                                       |
| 2021                  | Hsieh Su-wei Elise Mertens                        | Veronika Kudermétova Ielena Ribàkina              | 7−6(1), 6−3                                       |
| WTA Premier Mandatory |                                                   |                                                   |                                                   |
| 2020                  | Torneig suspès a causa de la pandèmia de COVID-19 | Torneig suspès a causa de la pandèmia de COVID-19 | Torneig suspès a causa de la pandèmia de COVID-19 |
| 2019                  | Elise Mertens Arina Sabalenka                     | Barbora Krejčíková Kateřina Siniaková             | 6−3, 6−2                                          |
| 2018                  | Hsieh Su-wei Barbora Strýcová                     | Iekaterina Makàrova Ielena Vesninà                | 6−4, 6−4                                          |
| 2017                  | Chan Yung-jan Martina Hingis                      | Lucie Hradecká Kateřina Siniaková                 | 7−6(4), 6−2                                       |
| 2016                  | Bethanie Mattek-Sands Coco Vandeweghe             | Julia Görges Karolína Plíšková                    | 4−6, 6−4, [10−6]                                  |
| 2015                  | Martina Hingis Sania Mirza                        | Iekaterina Makàrova Ielena Vesninà                | 6−3, 6−4                                          |
| 2014                  | Hsieh Su-wei Peng Shuai                           | Cara Black Sania Mirza                            | 7−6(5), 6−2                                       |
| 2013                  | Iekaterina Makàrova Ielena Vesninà                | Nàdia Petrova Katarina Srebotnik                  | 6−0, 5−7, [10−6]                                  |
| 2012                  | Liezel Huber Lisa Raymond                         | Sania Mirza Ielena Vesninà                        | 6−2, 6−3                                          |
| 2011                  | Sania Mirza Ielena Vesninà                        | Bethanie Mattek-Sands Meghann Shaughnessy         | 6−0, 7−5                                          |
| 2010                  | Květa Peschke Katarina Srebotnik                  | Nàdia Petrova Samantha Stosur                     | 6−4, 2−6, [10−5]                                  |
| 2009                  | Viktória Azàrenka Vera Zvonariova                 | Gisela Dulko Shahar Peer                          | 6−4, 3−6, [10−5]                                  |
| WTA Tier I            |                                                   |                                                   |                                                   |
| 2008                  | Dinara Safina Ielena Vesninà                      | Yan Zi Zheng Jie                                  | 6−1, 1−6, [10−8]                                  |
| 2007                  | Lisa Raymond Samantha Stosur (2)                  | Chan Yung-jan Chuang Chia-Jung                    | 6−3, 7−5                                          |
| 2006                  | Lisa Raymond Samantha Stosur                      | Virginia Ruano Pascual Meghann Shaughnessy        | 6−2, 7−5                                          |
| 2005                  | Virginia Ruano Pascual Paola Suárez (2)           | Nàdia Petrova Meghann Shaughnessy                 | 7−6(3), 6−1                                       |
| 2004                  | Virginia Ruano Pascual Paola Suárez               | Svetlana Kuznetsova Ielena Likhovtseva            | 6−1, 6−2                                          |
| 2003                  | Lindsay Davenport Lisa Raymond (3)                | Kim Clijsters Ai Sugiyama                         | 3−6, 6−4, 6−1                                     |
| 2002                  | Lisa Raymond Rennae Stubbs                        | Ielena Dementieva Janette Husárová                | 7−5, 6−0                                          |
| 2001                  | Nicole Arendt Ai Sugiyama                         | Virginia Ruano Pascual Paola Suárez               | 6−4, 6−4                                          |
| 2000                  | Lindsay Davenport Corina Morariu                  | Anna Kúrnikova Nataixa Zvéreva                    | 6−2, 6−3                                          |
| 1999                  | Martina Hingis Anna Kúrnikova                     | Mary Joe Fernández Jana Novotná                   | 6−2, 6−2                                          |
| 1998                  | Lindsay Davenport Nataixa Zvéreva (2)             | Alexandra Fusai Nathalie Tauziat                  | 6−4, 2−6, 6−4                                     |
| 1997                  | Lindsay Davenport Nataixa Zvéreva                 | Lisa Raymond Nathalie Tauziat                     | 7−5, 6−2                                          |
| WTA Tier II           |                                                   |                                                   |                                                   |
| 1996                  | Chanda Rubin Brenda Schultz-McCarthy              | Julie Halard Nathalie Tauziat                     | 6−1, 6−4                                          |
| 1995                  | Lindsay Davenport Lisa Raymond                    | Larisa Savchenko-Neiland Arantxa Sánchez Vicario  | 2−6, 6−4, 6−3                                     |
| 1994                  | Lindsay Davenport Lisa Raymond                    | Manon Bollegraf Helena Suková                     | 6−2, 6−4                                          |
| 1993                  | Rennae Stubbs Helena Suková                       | Ann Grossman Patricia Hy                          | 6−3, 6−4                                          |
| 1992                  | Claudia Kohde-Kilsch Stephanie Rehe               | Jill Hetherington Kathy Rinaldi                   | 6−3, 6−3                                          |
| 1991                  | Final cancel·lada per la pluja                    | Final cancel·lada per la pluja                    | Final cancel·lada per la pluja                    |
| 1990                  | Jana Novotná Helena Suková                        | Gigi Fernández Martina Navrátilová                | 6−2, 7−6(6)                                       |
| WTA Tier III          |                                                   |                                                   |                                                   |
| 1989                  | Hana Mandlíková Pam Shriver                       | Rosalyn Fairbank Gretchen Magers                  | 6−3, 6−7(4), 6−3                                  |